# The Man with the Iron Heart
The Man with the Iron Heart (en España: El hombre del corazón de hierro) es una película de 2017, coproducción franco-belga rodada en inglés, del género bélico, dirigida por Cédric Jimenez y protagonizada por Jason Clarke, Rosamund Pike y Jack O'Connell. Está basada en la novela HHhH de Laurent Binet, cuya trama principal es la biografía del dirigente nazi Reinhard Heydrich.

## Sinopsis
A principios de la década de 1930, Reinhard Heydrich, un soldado despedido del Reichsmarine, se une al nazismo por sugerencia de su esposa Lina. Posteriormente se convierte en el brazo derecho de la cabeza de las SS, Heinrich Himmler, que lo nombra en 1939 para dirigir la RSHA, la principal policía secreta y judicial del Reich, una de cuyas secciones es la famosa Gestapo. Discípulo principal de Himmler, es uno de los hombres más poderosos del régimen. En septiembre de 1941, Hitler le entrega además las atribuciones del vicegobernador de Bohemia-Moravia, la parte ocupada de Checoslovaquia, donde tiene oficinas en Praga. Como Heydrich siguió sigue como el jefe de la RSHA, también tiene la tarea de llevar a cabo el plan ya comenzado para exterminar a los judíos de Europa: la "solución final de la cuestión judía".
Paralelamente, después de abandonar Checoslovaquia en 1939, el checo Jan Kubiš y el eslovaco Jozef Gabčík han estado comprometidos desde 1940 junto con la Resistencia para luchar contra la ocupación alemana. Después de un entrenamiento prolongado en Gran Bretaña, los dos jóvenes soldados se ofrecen como voluntarios para una misión secreta tan importante como arriesgada: eliminar al general de la policía de las SS, Heydrich. En la víspera de Año Nuevo de 1941, son lanzados en paracaídas cerca de Praga y, durante varios meses, son recibidos por familias de Praga, incluidos Moravec y Novak. Jan conoce así a Anna Novak, pero sabe que su misión debe estar por encima del amor.

## Reparto
- Jason Clarke - Reinhard Heydrich
- Rosamund Pike - Lina Heydrich
- Stephen Graham - Heinrich Himmler
- Jack O'Connell - Jan Kubiš
- Jack Reynor - Jozef Gabčík
- Mia Wasikowska - Anna Novak
- Gilles Lellouche - Václav Morávek
- Thomas M. Wright - Josef Valčík
- Enzo Cilenti - Adolf Opálka
- Geoff Bell - Heinrich Müller
- Volker Bruch - Walter Schellenberg
- Barry Atsma - Karl Hermann Frank
- Delaet Ignace - Klaus Heydrich
- Noah Jupe - Ata Moravek
- David Rintoul - Eduard Wagner
- Vernon Dobtcheff - Emil Hácha